# Засская волость
Засская волость (латыш. Zasas pagasts) — одна из двадцати пяти территориальных единиц Екабпилсского края Латвии. Граничит с Дунавской, Дигнайской, Рубенской и Лейманской волостями своего края.
Крупнейшими населёнными пунктами волости являются: Заса (волостной центр), Акменьарес, Берзоне, Эикава, Геркани, Калвани, Ландзани, Лиепас, Сипулани, Спиетини, Стаги, Видсмиетс.
По территории волости протекают реки: Алдауница, Берзе, Ландзаню, Ридупите, Скуйупите, Заса, Зиемельсусея. Из крупных водоёмов — озеро Лулуэзерс.
Южнее села Заса, волость пересекает региональная автодорога P72 Илуксте — Бебрене — Биржи.

## История
Ранее называлась Вессенская волость по немецкому названию мызы: Gut Wiessen (Weessen).
В 1935 году Засская волость Екабпилсского уезда занимала площадь 81,8 км² и имела население 1222 жителя. В 1945 году волость состояла из Лиепского и Засского сельских советов.
После отмены в 1949 году волостного деления Засский сельсовет входил поочерёдно в состав Акнистского (1949—1956) и Екабпилсского (1954—1990) районов. В 1951 году к Засскому сельсовету была присоединена территория ликвидированного Лиепского сельсовета. В 1954 году — ликвидированного Берзоньского сельсовета. В 1980 году — часть ликвидированного Слатского сельсовета.
В 1990 году Засский сельсовет был реорганизован в волость. В 2009 году, по окончании латвийской административно-территориальной реформы, Засская волость вошла в состав Екабпилсского края.